# Teodor Anghelini
Teodor Anghelini (* 9. März 1954 in Orașul Stalin heute Brasov, deutsch: Kronstadt) ist ein ehemaliger rumänischer Fußballspieler. Der Verteidiger bestritt 334 Spiele in der höchsten rumänischen Fußballliga, der Divizia A.

## Karriere

### Verein
Anghelini begann mit dem Fußballspielen in seiner Heimatstadt Brașov bei Steagul Roșu Brașov, wo er in der Saison 1971/72 in die erste Mannschaft kam, die seinerzeit in der höchsten rumänischen Spielklasse, der Divizia A (heute Liga 1), vertreten war. Am 3. Mai 1972 kam er im Spiel gegen UTA Arad zu seinem ersten Einsatz. Schon in der folgenden Spielzeit entwickelte er sich zum Stammspieler.
Im Sommer 1974 verließ Anghelini Brașov und wechselte zu Steaua Bukarest, wo er bereits im ersten Jahr zu einem festen Bestandteil der Mannschaft wurde. Mit Steaua konnte er in den Spielzeiten 1975/76 und 1977/78 die Meisterschaft sowie in den Jahren 1976 und 1979 den rumänischen Pokal gewinnen. Im Herbst 1983 verließ er den Verein und ließ seine Karriere bei Steaua Mizil zunächst in der Divizia C, nach dem Aufstieg 1984 in der Divizia B, ausklingen.

### Nationalmannschaft
Anghelini bestritt 25 Spiele für die rumänische Fußballnationalmannschaft, konnte dabei aber keinen Treffer erzielen. Er debütierte am 23. März 1974 im Freundschaftsspiel gegen Frankreich. Letztmals trug er am 29. August 1979 gegen Polen das Nationaltrikot.

## Erfolge
- Rumänischer Meister: 1976, 1978
- Rumänischer Pokalsieger: 1976, 1979